# Blue Knights
Blue Knights er fodboldklubben Esbjerg fB's officielle fanklub. Klubben blev stiftet den 1. april 1996 under navnet Blue Sharks. I sommeren år 2000 blev klubben slået sammen med den anden officielle fanklub Den Blå Bølge, der var blevet dannet i mellemtiden, og klubben skiftede navn til det nuværende.
Blue Knights er en selvstændig forening og er ikke økonomisk eller organisatorisk tilknyttet Esbjerg fB.
Antallet af medlemmer toppede i EfB's bronzesæson (2003/04) samt omkring pokalfinalen i 2006, hvor medlemstallet lå på omkring 1200, mens det nuværende tal hedder 600-700 medlemmer.
Blue Knights har klubhus i Frodesgade nær Strandbyplads, men skifter i forbindelse med opførslen af det nye fodboldstadion på Gl. Vardevej lokaler og flytter til denne placering.